# 照明娛樂
照明娛樂是美国的一家动画工作室，于2007年由原20世纪福斯动画董事长克里斯·梅勒丹德利创立，现为环球影业的属下机构，总部位于美国加利福尼亚州圣莫尼卡。照明娱乐的知名作品有《神偷奶爸》、续集《神偷奶爸2》和《神偷奶爸3》，以及前传与衍生作品《小黄人大眼萌》，還有《超級瑪利歐兄弟電影版》。

## 简介
2007年初，参与制作《冰川时代》及其续集《冰川时代2》、《机器人历险记》、《鼠来宝》、《霍顿与无名氏》等电影的克里斯·梅勒丹德利辞去20世纪福斯动画董事长职务。当时，环球影业已经开始了制作动画的尝试，先后推出了《好奇的乔治》和《浪漫的老鼠》，但最终以失败告终。为了个人及环球影业的发展，麦雷丹德瑞离开20世纪福斯动画，而环球影业决定注资麦雷丹德瑞投资成立照明娱乐，并担任CEO，其目標是追赶皮克斯和梦工厂动画。2008年，NBC环球集团与照明娱乐签订协议，将从2010年开始，每年制作1-2部影片。该公司虽然是一家独立的制片公司，但实际上隶属于环球影业，而环球影业则拥有照明娱乐制作之电影的独家发行权。2011年夏天，照明娱乐收购法国巴黎的特效公司Mac Guff旗下的动画部，并更名为Illumination Mac Guff。

## 制作项目
照明娱乐的首部动画电影《神偷奶爸》于2010年7月9日在美国上映，上映后便引发轰动，首个周末共赚得票房5600万美元，美国国内总票房为2.51亿美元，全球总票房为5.43亿美元。第二部电影《開運兔》则获得了1.84亿美元的票房，但比《鼠来宝》差了一大截。2012年，该公司第三部电影及改编自美国儿童文学作家苏斯博士的同名作品《老雷斯的故事》，以3.48亿美元的全球票房，击败《圣诞怪杰》的3.45亿美元，创造了苏斯博士电影作品的全球最高票房（之后被2018年的《绿毛怪格林奇》以4.13亿美元总票房打破，而该作同样由照明娱乐制作）。而该公司的第四部电影《神偷奶爸2》于2013年7月3日在美国上映，共获得9.64亿美元的票房，成为2013年动画电影票房的亚军，也刷新了环球影业历史上的票房纪录。
2015年7月10日，该公司的首部动画电影《神偷奶爸》之衍生作品《小小兵》在美国上映。2016年，该公司将会有两部电影上映，分别是《寵物當家》和《歡樂好聲音》。2017年将上映的电影有《神偷奶爸3》，2018年將上映《鬼靈精》。
2011年5月，照明娱乐为环球影城开发了首个游艺设施《神偷奶爸：小小兵惡作劇》。
未来方面，照明娱乐还会将戴帽子的猫、丑娃娃和大红狗克利福德等经典形象搬进动画片中。

## 电影列表

### 动画长片

#### 已上映
| 序号 | 片名                     | 上映日期       | 预算       | 票房        | 烂番茄得分 | IMDb得分 | Metacritic得分 |
| ---- | ------------------------ | -------------- | ---------- | ----------- | ---------- | -------- | -------------- |
| 1    | 《神偷奶爸》             | 2010年7月9日   | 6900万美元 | 5.43亿美元  | 81%        | 7.6      | 72             |
| 2    | 《開運兔》               | 2011年4月1日   | 6300万美元 | 1.84亿美元  | 25%        | 5.4      | 41             |
| 3    | 《羅雷司》               | 2012年3月2日   | 7000万美元 | 3.49亿美元  | 54%        | 6.4      | 46             |
| 4    | 《神偷奶爸2》            | 2013年7月3日   | 7600万美元 | 9.71亿美元  | 74%        | 7.3      | 62             |
| 5    | 《小小兵》               | 2015年7月10日  | 7400万美元 | 11.59億美元 | 54%        | 6.4      | 56             |
| 6    | 《寵物當家》             | 2016年7月8日   | 7500万美元 | 8.75億美元  | 74%        | 6.5      | 61             |
| 7    | 《歡樂好聲音》           | 2016年12月21日 | 7500万美元 | 6.34億美元  | 72%        | 7.1      | 60             |
| 8    | 《神偷奶爸3》            | 2017年6月30日  | 8000万美元 | 10.34億美元 | 59%        | 6.3      | 49             |
| 9    | 《鬼靈精》               | 2018年11月9日  | 7000萬美元 | 5.11億美元  | 59%        | 6.4      | 51             |
| 10   | 《寵物當家2》            | 2019年6月7日   | 8000萬美元 | 4.3億美元   | 53%        | 6.5      | 55             |
| 11   | 《歡樂好聲音2》          | 2021年12月22日 | 8500萬美元 | 4.11億美元  | 61%        | 7.5      | 49             |
| 12   | 《小小兵2：格魯的崛起》  | 2022年7月1日   | 8000萬美元 | 9.39億美元  | 70%        | 6.5      | 56             |
| 13   | 《超級瑪利歐兄弟電影版》 | 2023年4月5日   | 1億美元    | 13.61億美元 | 59%        | 7.3      | 46             |
| 14   | 《飞鸭向前冲》           | 2023年12月12日 | 7200万美元 | 1.05亿美元  | 72%        | 6.9      | 58             |
| 15   | 《壞蛋獎門人4》          | 2024年7月3日   | 1億美元    | 9.69億美元  | 56%        | 6.2      | 52             |

#### 即將上映/正在製作
| 序号 | 片名                      | 上映日期     | 参考资料      |
| ---- | ------------------------- | ------------ | ------------- |
| 16   | 《超級瑪利歐兄弟電影版2》 | 2026年4月3日 | [ 15 ] [ 16 ] |
| 17   | 《小小兵3》               | 2026年7月1日 | [ 17 ] [ 18 ] |

#### 取消製作
| 片名               | 原因                    | 参考资料      |
| ------------------ | ----------------------- | ------------- |
| 《Flanimals》      | 未知                    | [ 19 ]        |
| 《戴帽子的猫》     | 轉移至華納動畫集團      | [ 20 ]        |
| 《尖叫楼梯》       | 以節目形式轉移至Netflix | [ 21 ]        |
| 《Johnny Express》 | 未知                    | [ 22 ] [ 23 ] |

### 动画短片
| 片名 | 标题                                                                | 发行日期       |
| ---- | ------------------------------------------------------------------- | -------------- |
| 1    | 《Home Makeover》、《Orientation Day》、《Banana》                  | 2010年12月14日 |
| 2    | 《Brad & Gary》                                                     | 2012年         |
| 3    | 《Phil's Dance Party》                                              | 2012年3月23日  |
| 4    | 《Serenade》、《Wagon-Ho》、《Forces of Nature》                    | 2012年8月7日   |
| 5    | 《Puppy》、《Panic in the Mailroom》、《Training Wheels》           | 2013年12月10日 |
| 6    | 《Competition》、《Cro Minion》、《Binky Nelson Unpacified》        | 2015年11月17日 |
| 7    | 《小小兵打工記》                                                    | 2016年7月8日   |
| 8    | 《Weenie》 、《Norman Television》                                  | 2016年12月6日  |
| 9    | 《Gunter Babysits》、《Love at Fist Sight》、《Eddie's Life Coach》 | 2017年3月21日  |
| 10   | 《The Secret Life of Kyle》                                         | 2017年12月5日  |
| 11   | 《勁爆小小兵監獄》                                                  | 2018年11月9日  |
| 12   | 《The Dog Days of Winter》                                          | 2018年11月23日 |
| 13   | 《Santa's Little Helpers》                                          | 2019年2月5日   |